# Nikola Karabatić

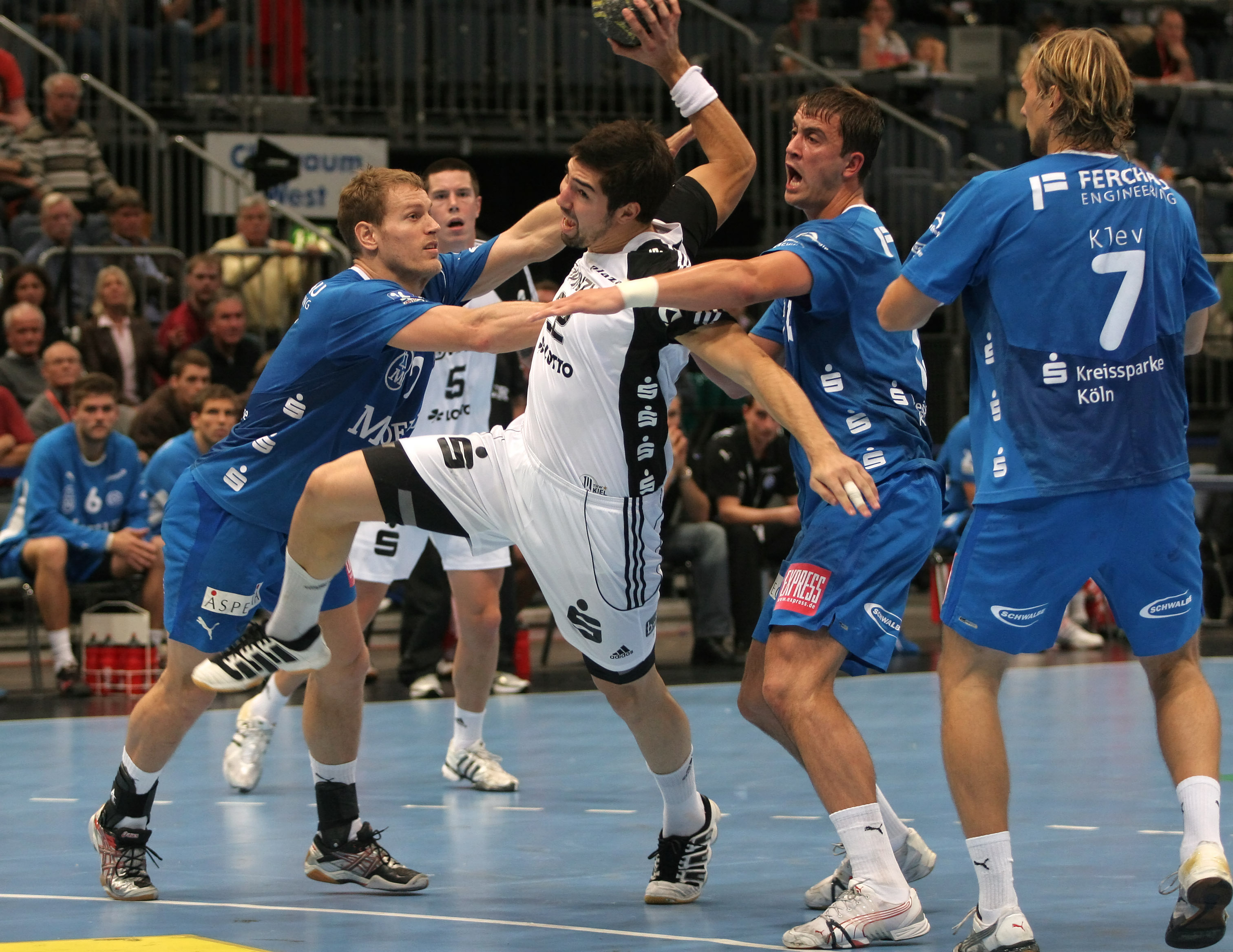
Karabatić med THW Kiel 2008.

Nikola Karabatić, född 11 april 1984 i Niš i Jugoslavien, är en fransk tidigare handbollsspelare. 
Karabatić är son till en kroatisk far och serbisk mor, men är uppvuxen i Frankrike. Han är högerhänt och spelar i anfall oftast som mittnia men även som vänsternia. Han har blivit utsedd av IHF till Årets bästa handbollsspelare i världen vid tre tillfällen, 2007, 2014 och 2016.
Nikolas far Branko Karabatić från Trogir i Kroatien är före detta handbollsmålvakt med landslagsmeriter från 1980-talet. Nikolas yngre bror Luka Karabatić är också handbollsspelare på landslagsnivå.
2015 dömdes han mot sitt nekande, tillsammans med 15 andra personer varav sex lagkamrater, däribland brodern Luka Karabatić och Mladen Bojinović, för vadslagning på en seriematch med Montpellier HB 2012, till 10 000 euro i böter.. En match som han ej deltog i p.g.a. skada.

## Meriter

### Med klubblag
Internationella titlar
- EHF Champions League-mästare: 3 (2003 med Montpellier HB, 2007 med THW Kiel och 2015 med FC Barcelona)
- IHF Super Globe: 2 (2013 och 2014 med FC Barcelona)

Inhemska titlar
- Fransk mästare: 16 (2002–2005 och 2010–2012 med Montpellier HB, 2016–2024 med Paris SG)
- Fransk cupmästare: 9 (2001–2003, 2005, 2010 och 2012 med Montpellier HB, 2018, 2021 och 2022 med Paris SG)
- Fransk ligacupmästare: 7 (2004–2005 och 2010–2012 med Montpellier HB, 2017 & 2018 med Paris SG)
- Fransk supercupmästare: 4 (2010–2011 med Montpellier HB, 2015–2016 med Paris SG)
- Tysk mästare: 4 (2006, 2007, 2008 och 2009)
- Tysk cupmästare: 3 (2007, 2008 och 2009)
- Tysk supercupmästare: 3 (2005, 2007, 2008)
- Spansk mästare: 2 (2014 och 2015)
- Spansk cupmästare: 2 (2014 och 2015)
- Spansk supercupmästare: 2 (2013 och 2014)
- Spansk ligacupmästare: 2 (2013 och 2014)

### Med landslaget
| Världsmästerskap (VM) - VM 2003 i Portugal: Brons - VM 2005 i Tunisien: Brons - VM 2007 i Tyskland: 4:a - VM 2009 i Kroatien: Guld - VM 2011 i Sverige: Guld - VM 2013 i Spanien: 6:a - VM 2015 i Qatar: Guld - VM 2017 i Frankrike: Guld - VM 2019 i Danmark/Tyskland: Brons - VM 2023 i Sverige/Polen: Silver | Olympiska spelen (OS) - OS 2004 i Aten: 5:a - OS 2008 i Peking: Guld - OS 2012 i London: Guld - OS 2016 i Rio de Janeiro: Silver - OS 2020 i Tokyo: Guld | Europamästerskap (EM) - EM 2004 i Slovenien: 6:a - EM 2006 i Schweiz: Guld - EM 2008 i Norge: Brons - EM 2010 i Österrike: Guld - EM 2012 i Serbien: 11:a - EM 2014 i Danmark: Guld - EM 2016 i Polen: 5:a - EM 2018 i Kroatien: Brons - EM 2020 i Norge/Sverige/Österrike: 14:e - EM 2022 i Ungern/Slovakien: 4:a - EM 2024 i Tyskland: Guld |

### Individuellt
- Årets bästa handbollsspelare i världen: 2007, 2014 och 2016
- VM:s mest värdefulla spelare: 2011 och 2017
- EM:s mest värdefulla spelare: 2008 och 2014
- VM:s All Star Team: 2007, 2009, 2015
- EM:s All Star Team: 2004, 2008, 2010
- Årets handbollsspelare i Tyskland: 2007 och 2008